# Joseph Pamplany
Joseph Pamplany (Charal, Kerala, Índia, 11 de dezembro de 1969) é um clérigo indiano e arcebispo siro-malabar de Tellicherry.
Joseph Pamplany recebeu o sacramento da ordenação em 30 de dezembro de 1997 do Arcebispo Siro-Malabar de Tellicherry, George Valiamattam.
Em 1º de setembro de 2017, o Papa Francisco nomeou-o bispo titular de Numluli e bispo auxiliar em Tellicherry. O Arcebispo Siro-Malabar de Tellicherry, George Njaralakatt, ordenou-o bispo em 8 de novembro do mesmo ano; Os co-consagradores foram o Arcebispo Emérito de Tellicherry, George Valiamattam, e o Bispo de Palai, Joseph Kallarangatt.
Em 15 de janeiro de 2022, sua eleição como Arcebispo de Tellicherry foi anunciada pelo Sínodo da Igreja Católica Siro-Malabar. A posse ocorreu no dia 20 de abril do mesmo ano.
Em 11 de janeiro de 2025, foi eleito pelo Sínodo da Igreja Católica Siro-Malabar e confirmado pelo Papa Francisco como vigário arquiepiscopal maior siro-malabar, mantendo sua função como arcebispo de Thalassery.